# 韶山4B型电力机车
韶山4B型电力机车（SS4B），是中国铁路使用的电力机车车型之一，是由株洲电力机车厂和株洲电力机车研究所共同研制的双机重联8轴大功率干线货运电力机车。韶山4B型电力机车是在韶山4改型电力机车基础上，消化吸收国外引进机车的先进技术，设计理念强调以安全、可靠、互换性为前提，同时考虑提高机车性能。神华集团是韶山4B型电力机车的唯一用户，除首两台为试制机车外，其余258台韶山4B型机车均为神华集团旗下各铁路公司的企业自备车，作为神朔铁路、朔黄铁路、大准铁路、包神铁路煤炭运输的主力机车。

## 发展历史

### 背景
1980年代中期，中国分别从欧洲、日本、苏联购买了8K、6K、8G型电力机车，其中8K、6K型机车均为当时世界上技术最先进的直流相控电力机车车型。在购买8K、6K型机车的同时，中国同时引进了相关技术，应用于后来研制的一系列国产电力机车。1991年11月，中华人民共和国铁道部向株洲电力机车厂、株洲电力机车研究所下达了《韶山4B型电力机车设计任务书》的通知，要求按照中国电力机车标准化、系列化、简统化的设计原则，在继承韶山4型电力机车成熟技术的基础上，吸收消化国外引进的8K、6K、8G型机车先进技术，研制韶山4B型电力机车。

### 研制及试验
1995年7月，铁道部和中国铁路机车车辆工业总公司代表在株洲电力机车厂召开了韶山4B型电力机车设计审查会议，通过了机车的设计方案。1995年12月14日，第一台韶山4B型电力机车（SS4B-0001）在株洲电力机车厂总组装分厂完成试制。根据铁道部的统一安排，韶山4B型0001、0002两台机车于1996年8月至1997年1月在郑州铁路局西安铁路分局宝鸡机务段进行运用考核，在宝成铁路北段宝鸡至秦岭区段担当货运牵引任务，由秦岭补机队负责运用，期间累计运行3万多公里；1997年1月至1998年1月期间，两台机车赴北京，在铁道科学研究院环形铁道试验基地进行全面型式试验，其中包括机车称重、牵引试验、动力学试验等项目。1998年10月至2000年2月，铁道部又将两台机车转配上海铁路局福州铁路分局邵武机务段进行运用考核，担当鹰厦铁路北段邵武至鹰潭区段的货运牵引任务。试验结果显示，韶山4B型电力机车可靠性高、运行故障率低，未因质量问题发生机破，尤其受电弓、牵引电动机、抱轴装置等部件的故障率极低，大大地方便了日常维护保养。试验完毕以后，两台机车返回株洲电力机车厂封存。2001年1月13日，韶山4B型电力机车通过了铁道部科技成果鉴定。

### 运用

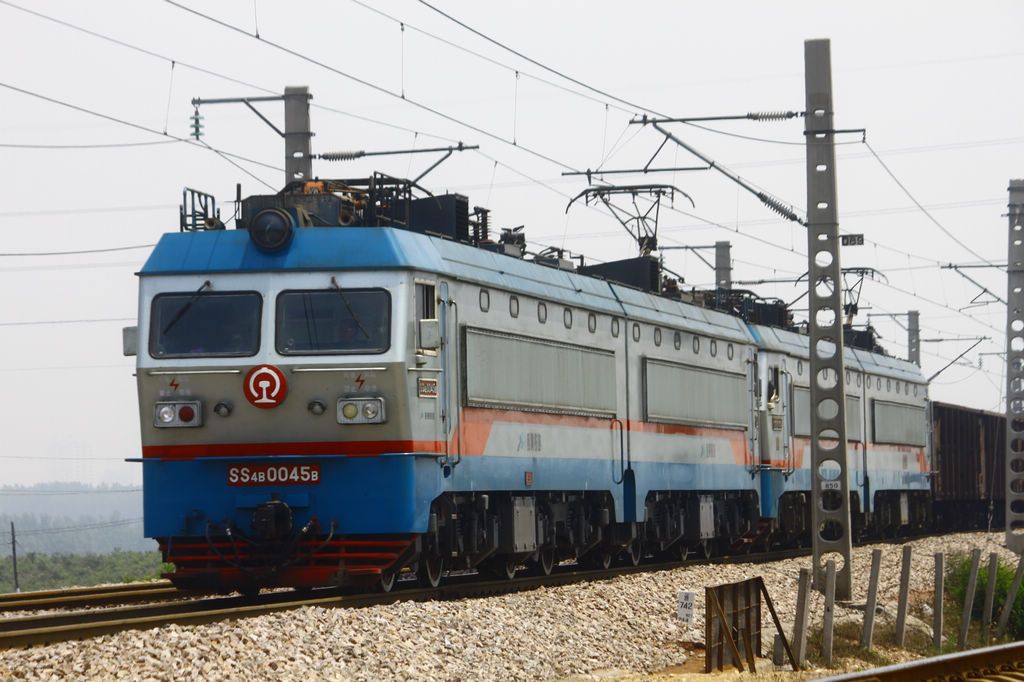
韶山4B型0045号机车

由于韶山4B型电力机车以安全性、可靠性为前提进行设计，在技术性能上明显比韶山4（改）型机车更为优胜，采用了三段不等分半控整流桥控制电路、功率因数补偿装置、微机控制技术、故障自动检测系统、双劈相机辅助电路系统、斜拉杆低位牵引方式等先进技术。但由于造价较高（每台韶山4B型机车价格约1400万元人民币，每台韶山4改型机车价格约1000万元人民币），中国铁道部并没有使用韶山4B型机车，转而大批量采用更为经济的韶山4改型电力机车。相反，韶山4B型机车的可靠性、安全性对地方铁路公司而言更具吸引力，这些公司有较大的资金投入，并倾向采购免维护或少维护产品。
主营煤炭开采、运输的中国国家企业神华集团于1998年采购了首批28台韶山4B型机车，满足神朔铁路电气化的需要，在神木北至神池南区段运用；随后又在2002年采购了15台韶山4B型电力机车在朔黄铁路神池南至黄骅港区段运用。在2003年至2011年间，神华集团先后多次为神朔铁路、朔黄铁路、大准铁路、包神铁路订购了大批韶山4B型电力机车，担当煤炭运输任务。截至2011年11月，株洲电力机车厂累计生产了260台韶山4B型电力机车，除首两台为试制机车外，其余258台均全部交付神华集团旗下各铁路公司运用，分别配属大准铁路公司点贷沟机务段、神朔铁路公司神木北机务段、朔黄铁路公司肃宁北机辆分公司、包神铁路公司东胜机务段。雖然上述機車屬於神華，但仍裝有中國鐵路路徽（而在後來購入的和諧1型及2型機車，則不再安裝路徽）。而本型機車中的0260號，是中國最後一輛生產的「韶山」系列，以至直流電傳動電力機車。

## 技术特性

### 车体结构

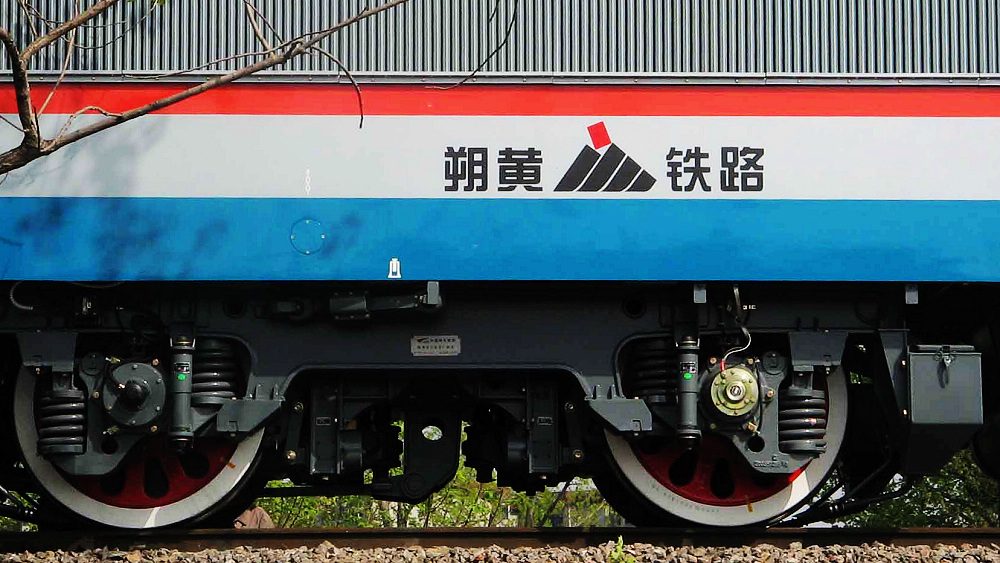
韶山4B型机车转向架，采用中央低位斜拉杆推挽式牵引装置，轴箱装有光电式速度传感器

韶山4B型电力机车是双机重联的8轴大功率干线货运用电力机车，由两节完全相同的四轴机车通过中间车钩和橡胶联挂风挡连接而成，每节车为一个完整系统，设有一个司机室。两节机车之间设有内部电气重联控制电缆（内重联）和空气制动系统的重联控制风管，并有中间走廊连通，车顶设有25kV高压连接线，可由司机在任何一端司机室对机车进行控制，两节机车也可以分离作为两台四轴机车独立运行。机车持续功率6400千瓦，轴式为2×（Bo-Bo）。机车两端并设有重联装置，可以与另外一台八轴电力机车连接（外重联），组成16轴车组进行重联运行。
韶山4B型电力机车的结构布置与韶山4型机车基本相同，采用双侧纵向内走廊、斜对称布置；机车车体中部设变压器室。每节机车司机室之后车顶装一台TSG3-630／25型单臂受电弓（仿制8K型机车受电弓）、中部变压器室车顶装一台主断路器。机车车体为整体承载式结构，采用高强度低合金钢板全焊接结构，并借鉴了8K型电力机车的车体模式，采用了大顶盖和高台架结构。机车通风冷却系统采用传统的车体侧大面积百叶窗通风方式。

### 转向架
机车行走部为四台两轴转向架。悬挂系统与韶山3型电力机车基本相同，一系悬挂采用轴箱螺旋弹簧与弹性定位的独立悬挂结构，配置油压减振器；二系悬挂采用橡胶堆支承加油压减振和摩擦减振的悬挂结构。相比韶山4型的平行牵引拉杆结构，韶山4B型、韶山4改型机车的牵引力传递系统均参照应用了8K型机车的中央低位斜拉杆推挽式牵引装置，具有动力学稳定性好、粘着利用率高的优点。机车的牵引力传递由轴箱及拉杆、转向架构架及中央低位单牵引斜拉杆传递到车体上。机车牵引电动机采用8台由株洲厂与日立製作所联合设计生产、同样被韶山6B型电力机车使用的ZD114型直流牵引电动机，采用中电压、带补偿绕组、半叠片结构，额定功率800千瓦，其悬挂方式为滚动抱轴鼻式悬挂，并采用单侧刚性直齿传动，取代了韶山4型的双侧刚性斜齿传动、电机抱轴式半悬挂方式。

### 电路及控制系统
机车主电路采用了标准化、模块化结构，整流系统为大功率晶闸管和二极管组成的不等分三段半控桥相控整流调压电路，拥有三级磁场削弱控制功能，机车实现相控无级调压。机车主电路增设功率因数补偿装置，改善了电网的供电质量；同时增加加馈电阻制动，改善了机车低速时的电制动性能。辅助电路系统方面，韶山4B型机车率先采用双劈相机系统，每节机车均设有两台劈相机，提高了辅助供电系统的可靠性和电压、电流的三相对称性。
韶山4B型机车的有触点控制电路部分与韶山6B型机车基本相同；而电子控制系统方面采用了微机控制诊断系统，是源自8K型电力机车的国产化微机控制技术，取代了韶山4（改）型机车使用的模拟电子控制方式，并且同时被应用于韶山8型电力机车。微机控制技术不但使韶山4B型机车具有恒流启动准恒速运行控制的牵引特性和恒制动力准恒速控制的制动特性，而且实现了机车数据信息传输、数据储存功能，方便机车故障诊断和处理。此外，韶山4B型机车还具有机车轴重转移补偿、防空转防滑行保护等功能。

## 机车命名
| 机车编号  | 名称       | 配属                     | 备注 |
| --------- | ---------- | ------------------------ | ---- |
| SS4B-0019 | 青年号     | 神朔铁路公司神木北机务段 |      |
| SS4B-0089 | 青年文明号 | 神朔铁路公司神木北机务段 |      |
| SS4B-0090 | 青年文明号 | 神朔铁路公司神木北机务段 |      |
| SS4B-0257 | 党员先锋号 | 包神铁路公司东胜机务段   |      |

## 车辆保存
- 韶山4B型0001号机车，在2000年完成试验后返回株洲电力机车厂，一直封存。
- 韶山4B型0002号机车，在2000年完成试验后返回株洲电力机车厂，一直封存。2011年，为了配合株洲湘江风光带的建设，株洲电力机车厂捐赠了韶山4B型0002号A节机车，安放在湘江风光带火车头广场（株洲大桥一桥河西桥头），于2011年5月起向公众开放展示[6]。

## 参看
- 8K型电力机车
- 8G型电力机车
- 韶山4型电力机车
- 韶山4C型电力机车
- 韶山6B型电力机车
- 和谐1型电力机车
- 和谐2型电力机车
- 和谐2C型电力机车
- 和谐3型电力机车
- 神华集团